# Buxerolles, Vienne

Buxerolles este o comună în departamentul Vienne, Franța. În 2009 avea o populație de 10,080 de locuitori.